# Irene Benneweis
Karen Christine Irene Benneweis, de soltera Petersen (Nakskov, 26 de noviembre de 1891-Dronningmølle,12 de mayo de 1970), fue una acróbata y directora de circo danesa. Desde pequeña actuó como funámbula y trapecista. En 1910 se incorporó al Circus Benneweis y se casó con su director, Ferdinand Benneweis, en 1915. Gracias a su educación desarrolló con éxito el circo en los años 30. Después de la muerte de su marido en 1945, se convirtió en su directora, con la ayuda de su hijo adoptivo Eli, que finalmente tomó el control en 1956.

## Trayectoria
Nacida en Nakskov el 26 de noviembre de 1891, Karen Christine Irene Petersen era hija de Anna Mathilde Vilhelmine, de soltera Schlander, y de Hans Peter Petersen. Poco después de su nacimiento, ella y su madre se mudaron a Kiel, donde su abuelo era arquitecto. Cuando llegó a la edad escolar, regresaron a Dinamarca, donde ella asistió a la escuela.
Cuando aún era una niña pequeña, se interesó por los cinco hermanos y cuatro hermanas conocidos como Daucke Brødrene (los hermanos Daucke), que eran acróbatas. Demostró ser una talentosa equilibrista y debutó en 1899, cuando sólo tenía ocho años. Pronto pasó a actuar en el trapecio. En 1906 volvió a vivir con su madre en Odense, con la intención de continuar su educación. Pero pronto volvió a unirse a los Dauckes, esta vez actuando con su pequeño Cirkus v. Barner.
En 1910 se incorporó al Cirkus Benneweis, que en aquel momento era un pequeño circo familiar. De hecho, se había visto afectado por el impuesto al entretenimiento, por tratar de operar un cine ambulante, y estaba pasando por tiempos difíciles. En enero de 1915 se casó con Ferdinand Benneweis, el hijo mayor del propietario Gottfried Benneweis. Gracias a su educación, se ocupó de la administración, ya que ninguno de los Benneweis sabía leer ni escribir. 
Tras la muerte de su suegro en 1933 y de su suegra en 1935, Irene Benneweis asumió el cargo de directora del circo. En 1937 logró recibir la aprobación real para el circo, lo que supuso una reducción del impuesto al espectáculo del 40% al 20%. También convenció a su marido para que invirtiera en una gran carpa nueva, poniendo sus caballos como garantía para un préstamo bancario. Aquel fue un punto de inflexión para el circo, que en 1939 pudo comprar una propiedad en Dronningmølle, en el norte de Selandia, como cuartel de invierno.
La pareja no tuvo hijos propios, pero en 1916 adoptaron a Eli Benneweis, que no terminó de ser aceptado por el resto de la familia. Tras la muerte de Fernando en 1945, Irene lo recuperó y lo animó a participar en la gestión. Como demostró ser un buen gestor, en 1956, se retiró y Eli pasó a dirigir el circo, comprando las participaciones que todavía tenía su madre.
Irene Benneweis murió en Dronningmølle el 12 de mayo de 1970. Fue enterrada en el cementerio de Nyhuse, Hillerød.